# アブドッラフマーン・アーリフ
アブドッラフマーン・アーリフ（アラビア語:عبد الرحمن عارف、Abd al-Raḥmān `Ārif、1916年 - 2007年8月24日）は、イラクの政治家・軍人であり、第二共和政における第3代大統領（在職期間:1966年4月16日-1968年7月17日）である。

## 経歴・政策
アブドッラフマーン・アーリフは、イラク陸軍の職業軍人として、1958年の自由将校団らによる王政打倒クーデター(7月14日革命)に参加した。また彼の弟であるアブドッサラーム・アーリフがアブドルカリーム・カーシム首相から政権を奪取した 1963年のクーデター(ラマダーン革命)も支援し、クーデター成功後に、軍の司令官に任命された。1966年4月に弟のアブドッサラーム大統領は航空機事故によって死亡した。事故後、首相のアブドッラフマーン・アル＝バッザーズが一旦は大統領に就任したが、支持が得られず、3日後にアブドッラフマーン・アーリフに大統領職が譲られた。その後、イラク革命指導評議会に正式に承認された。弟の政策を引き継いだが、よりナショナリズム的な政治を行った。
弟と同様に、汎アラブ主義を掲げるエジプトのナセル大統領を強く支持していた。エジプトが中心となりイスラエルと戦った1967年6月の第3次中東戦争にもイラク軍を派兵した。戦争はアラブ側が多くの犠牲者を出して終戦したが、イラク軍は他のアラブ諸国よりも優秀な戦いぶりをみせた。その後、もう一人のナセル主義者であるアーリフ・アブドッラッザーク空軍司令官がクーデターを試みた。ソ連製ミグ17戦闘機で大統領宮殿の一部を爆撃したが、クーデターは失敗し、アブドッラッザークは逮捕された。アブドッラッザークがクーデターを試みたのは2度目だったため、テレビ演説でラザークを確実に処罰し恩赦以外では釈放しないと宣言した。1967年には、大統領自身が所得税を免除されるという無分別な法律を作ったが、それ以外の方法で富を得られなかったことが示唆される。
1968年7月17日、就寝中にアフマド・ハサン・アル＝バクルらバアス党員によって無血クーデターを起こされた。かつて自身が弟と共に1963年クーデターで行ったのと同じく、クーデター勢力はラジオ局と国防省を占拠した上で、クーデター成功を宣言した。次期国防大臣ハルダーン・ アッ＝ティクリーティーから電話を受け、大統領職辞任に応じた。安全を保障された上で空港に送られ、トルコに亡命した(7月17日革命)。
サッダーム・フセインが政権を取った1979年になってイラク帰国を果たしたが、公的な場や政治的な場に顔を出すことはほとんどなかった。メッカ巡礼のため、一度だけ出国を許可された。その後も国内に居住していたが、2003年の米軍侵攻によるフセイン政権崩壊後、2004年にアンマン(ヨルダン)に移住した。2007年8月24日にアンマンで亡くなった。 